# Superstitionia donensis
Superstitionia donensis Stahnke, 1940 è uno scorpione diffuso in Nord America. È l'unica specie nota del genere Superstitionia e della  famiglia Superstitioniidae.

## Distribuzione e habitat
Superstitionia donensis è presente negli Stati Uniti (Nuovo Messico, Arizona, Nevada e California) e in Messico (Sonora, Bassa California).